# Sjarhej Betau
Sjarhej Betau (belarussisch Сяргей Бетаў, englisch: Sergey Betov; * 15. Oktober 1987 in Gomel, Belarussische SSR, Sowjetunion) ist ein ehemaliger belarussischer Tennisspieler.

## Karriere
Betau spielt hauptsächlich auf der ATP Challenger Tour und der ITF Future Tour. Er konnte bislang 3 Einzel- und 25 Doppelsiege auf der Future Tour feiern. Auf der Challenger Tour gewann er 13 Turniere, sechs davon 2014 mit Aljaksandr Bury sowie fünf weitere 2015 mit Michail Jelgin. 2015 untersuchte die ITF einen Dopingmissbrauch bei Betau in Zusammenhang mit Meldonium, unternahm jedoch keine weiteren Schritte. Durch diese Turniersiege konnte er Mitte Oktober 2015 bis auf Platz 61 in der Doppelweltrangliste vorstoßen. Sein letztes Profiturnier bestritt er im März 2019.
Betau spielte 2008 erstmals für die Belarussische Davis-Cup-Mannschaft. Für diese trat er bis 2015 in acht Begegnungen an, wobei er im Einzel eine Bilanz von 0:6 und im Doppel eine Bilanz von 3:2 aufzuweisen hat.

## Erfolge
| Legende (Anzahl der Siege)  |
| Grand Slam                  |
| ATP World Tour Finals       |
| ATP World Tour Masters 1000 |
| ATP World Tour 500          |
| ATP World Tour 250          |
| ATP Challenger Tour (13)    |

### Doppel

#### Turniersiege
| Nr. | Datum             | Turnier              | Belag         | Partner         | Finalgegner                        | Ergebnis           |
| --- | ----------------- | -------------------- | ------------- | --------------- | ---------------------------------- | ------------------ |
| 1.  | 23. November 2013 | Tjumen               | Hartplatz (i) | Aljaksandr Bury | Iwan Anikanow Ante Pavić           | 6:4, 6:2           |
| 2.  | 22. Februar 2014  | Astana               | Hartplatz (i) | Aljaksandr Bury | Andrei Golubew Jewgeni Koroljow    | 6:1, 6:4           |
| 3.  | 16. Mai 2014      | Samarqand (1)        | Sand          | Aljaksandr Bury | Shonigʻmat Shofayziyev Vaja Uzoqov | 6:4, 6:3           |
| 4.  | 23. Mai 2014      | Qarshi               | Hartplatz     | Aljaksandr Bury | Gong Maoxin Peng Hsien-yin         | 7:5, 1:6, [10:6]   |
| 5.  | 14. Juni 2014     | Fargʻona (1)         | Hartplatz     | Aljaksandr Bury | Nicolás Barrientos Stanislaw Wowk  | 6:76, 7:61, [10:3] |
| 6.  | 13. Juli 2014     | Portorož (1)         | Hartplatz     | Aljaksandr Bury | Ilija Bozoljac Flavio Cipolla      | 6:0, 6:3           |
| 7.  | 9. November 2014  | St. Ulrich in Gröden | Hartplatz (i) | Aljaksandr Bury | James Cluskey Austin Krajicek      | 6:4, 5:7, [10:6]   |
| 8.  | 15. Mai 2015      | Samarqand (2)        | Sand          | Michail Jelgin  | Laslo Đere Peđa Krstin             | 6:4, 6:3           |
| 9.  | 23. Mai 2015      | Eskişehir            | Hartplatz     | Michail Jelgin  | Ti Chen Ruan Roelofse              | 6:4, 6:72, [10:7]  |
| 10. | 20. Juni 2015     | Fargʻona (2)         | Hartplatz     | Michail Jelgin  | Denys Moltschanow Franko Škugor    | 6:3, 7:5           |
| 11. | 11. Juli 2015     | Braunschweig         | Sand          | Michail Jelgin  | Damir Džumhur Franko Škugor        | 3:6, 6:1, [10:5]   |
| 12. | 16. Oktober 2015  | Taschkent            | Hartplatz     | Michail Jelgin  | Andre Begemann Artem Sitak         | 6:4, 6:4           |
| 13. | 13. August 2016   | Portorož (2)         | Hartplatz     | Ilja Iwaschka   | Tomislav Draganja Nino Serdarušić  | 1:6, 6:3, [10:4]   |